# باري هاي
باري هاي (بالهولندية: Barry Hay)‏ هو مغني وعازف قيثارة هولندي، ولد في 16 أغسطس 1948 في فايز آباد في الهند.

## وصلات خارجية
- باري هاي على موقع ميوزك برينز (الإنجليزية)
- باري هاي على موقع أول ميوزيك (الإنجليزية)
- باري هاي على موقع ديسكوغز (الإنجليزية)